# Гарвеевская броня
Гарвеевская броня — броневая сталь, лицевая поверхность которой для придания прочности насыщалась углеродом. Нагретый почти до температуры плавления лист выдерживался до нескольких недель в контакте с углеродистым веществом, например, древесным углём. После этого, путём отпуска в масле и закалки водяными брызгами, насыщенная углеродом лицевая сторона становилась сверхтвёрдой, в отличие от более мягкого внутреннего слоя. Этот процесс, получивший впоследствии название цементации (науглероживания), был запатентован американцем Гарвеем 29 сентября 1891 года.
В конце XIX века гарвеевская броня моментально вытеснила все остальные виды брони, так как была на 15—20 % лучше никелевой стали — 13 дюймов (330 мм) гарвеевской брони примерно соответствовали 15,5 дюйма (394 мм) брони из никелевой стали; впоследствии вытеснена более совершенной родственной ей крупповской бронёй.
В России первые плиты гарвеевской брони производства Ижорского завода были испытаны на полигоне в октябре 1896 года. С весны 1898 года Обуховский завод, также освоивший их производство, начал с помощью нового 7500-тонного английского пресса выполнять заказ для строящихся кораблей. Впоследствии технологию производства гарвеевской брони удалось заметно упростить, заменив дорогую ковку на более дешёвый прокат.